# Теренин, Игорь Алексеевич
И́горь Алексе́евич Тере́нин (9 марта 1962, Москва — 30 апреля 2018, Москва) — советский футболист, защитник. Мастер спорта СССР.

## Карьера

### Клубная
Воспитанник Футбольной школы молодёжи, цвета которой на профессиональном уровне защищал в 1979—1982 годах. В 1983 году пополнил ряды московского «Динамо». В Высшей лиге дебютировал 30 марта в матче против донецкого «Шахтёра» (0:1). В 1984 году стал обладателем Кубка СССР. В 1985 году перешёл в московский «Локомотив». 1989 год провёл в «Геологе». Завершил карьеру в «Кузбассе» в 1990 году.

### В сборной
В 1983 году провёл 2 матча в составе молодёжной сборной СССР: 21 мая против сверстников из Польши (1:2) и 31 мая против сверстников из Финляндии (1:0).

## Достижения
- В составе сборной Москвы победитель турнира «Переправа» (1982).
- Обладатель Кубка СССР: 1984[3]
- Серебряный призёр Первой лиги: 1987